# Sergiu Istrati
Sergiu Istrati (7 agosto 1988) è un ex calciatore moldavo, di ruolo attaccante.

## Carriera

### Club
Ha giocato nella prima divisione moldava e in quella rumena.

### Nazionale
Nel 2015 ha giocato 3 partite con la nazionale moldava.

## Palmarès

### Club

#### Competizioni nazionali
- Cupa Federației: 1

Sfîntul Gheorghe: 2020